# Veluwelijn (buslijn)
De Veluwelijn was de benaming van een hoogwaardige busverbinding in de Nederlandse provincies Gelderland en Overijssel, die de steden Apeldoorn en Zwolle verbond. De Veluwelijn werd van 12 december 2010 tot 12 december 2020 geëxploiteerd door vervoersmaatschappij Syntus, onder de naam Syntus Gelderland, als onderdeel van de concessie Veluwe. De buslijnen die onderdeel waren van de Veluwelijn bleven na het afschaffen van deze formule bestaan, totdat per 11 december 2022 de lijnvoering op de voormalige Veluwelijn wijzigde.
Op de bussen van de Veluwelijn waren reguliere vervoersbewijzen geldig.

## Materieel
Voor de Veluwelijn had Syntus in totaal 22 gelede CNG-bussen besteld. Het ging dan om Mercedes-Benz Citaro bussen van de serie 5258 - 5279. In juni 2011 werd de serie 5273 - 5279 geruild met de serie 5251 - 5257 van de Valleilijn en werden 4 stuks MAN Lion's City G CNG gekocht in de serie 5245 - 5250, exclusief 5246/5298, 5250/5299 (ex-Arriva 250 - 260). Deze bussen werden hiervoor gestald in Apeldoorn, waardoor ze dichter bij de onderhoudsservice in de buurt zaten. Alle bussen waren voor gebruik op de Veluwelijn voorzien van speciale opschriften. Sinds 25 maart 2012 waren de bussen voorzien van opschriften van zowel de Valleilijn als de Veluwelijn en werden alle gelede bussen (exclusief 5246/5298, 5250/5299) afwisselend ingezet op de Valleilijn en de Veluwelijn.
Tijdelijk materieel, vanwege de rijtijdproblemen, was:
- 2 stuks Mercedes-Benz Citaro, BJ-ZL-49 & BJ-ZL-59 (ex-BBA 640 & 649)
- 4 stuks Volvo 7000, serie 1400 - 1425 (met Veluwelijnbestickering)
- 4 stuks VDL Berkhof Ambassador, serie 5196 - 5199 (ex-Veolia Transport)

Al deze bussen (behalve het tijdelijk materieel) hadden comfortabele stoelen, airconditioning en cameratoezicht. De bussen waren grotendeels gelijkvloers en voldeden aan de eisen van concessieverlener provincie Gelderland.

## (Opstart)problemen

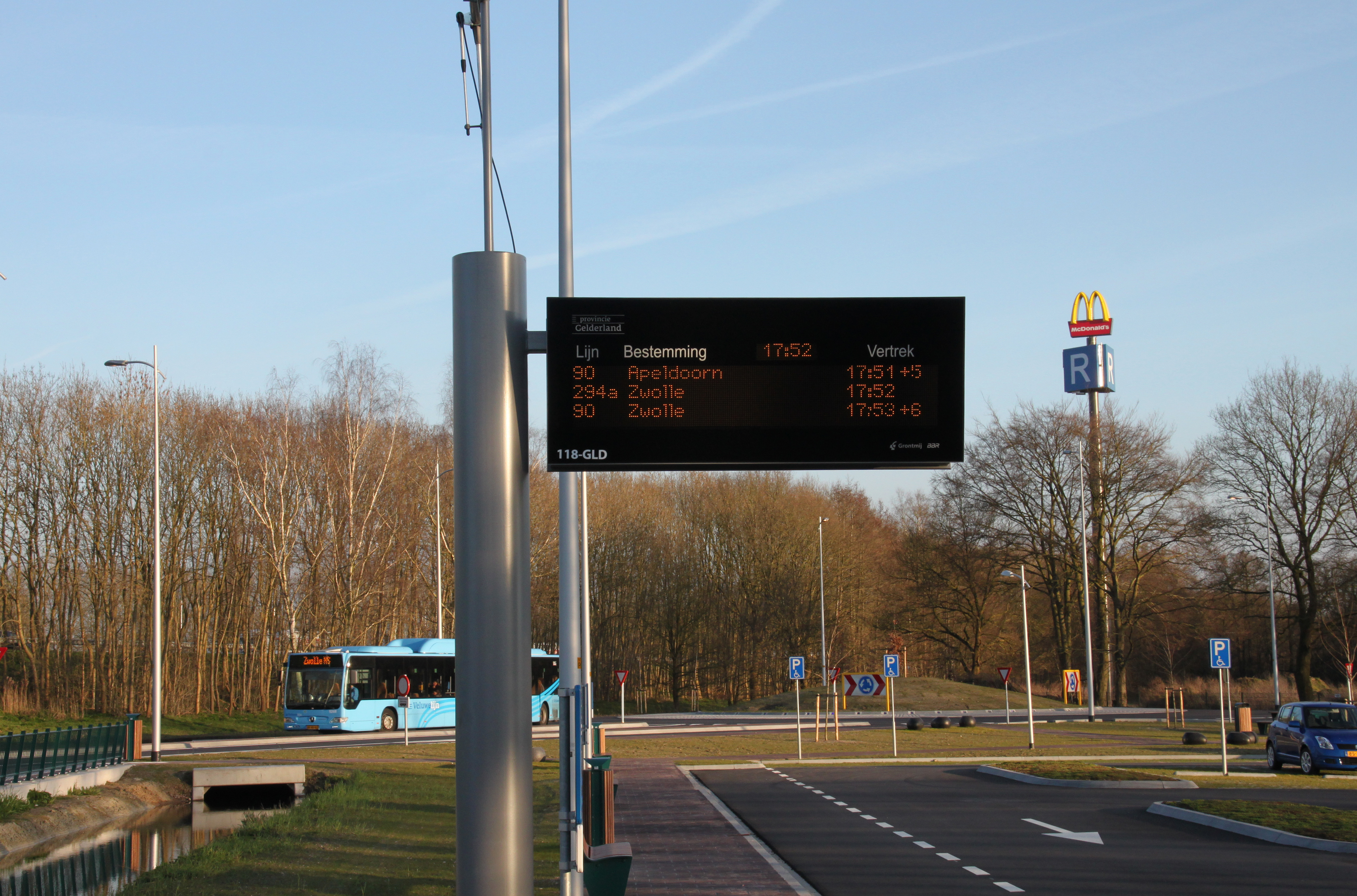
De Veluwelijn kende sinds de start veel vertragingen.

De Veluwelijn heeft in het begin geen goede start kunnen maken; zo had zij tot en met begin april 2011 niet-haalbare rijtijden voor lijn 90. Daardoor waren er op de sneldienst andere en tijdelijke bussen ingezet en ook personeel ingehuurd om te rijden. Daarnaast zijn er door de sneeuw ook nog flinke vertragingen geweest.

## Nieuwe dienstregeling

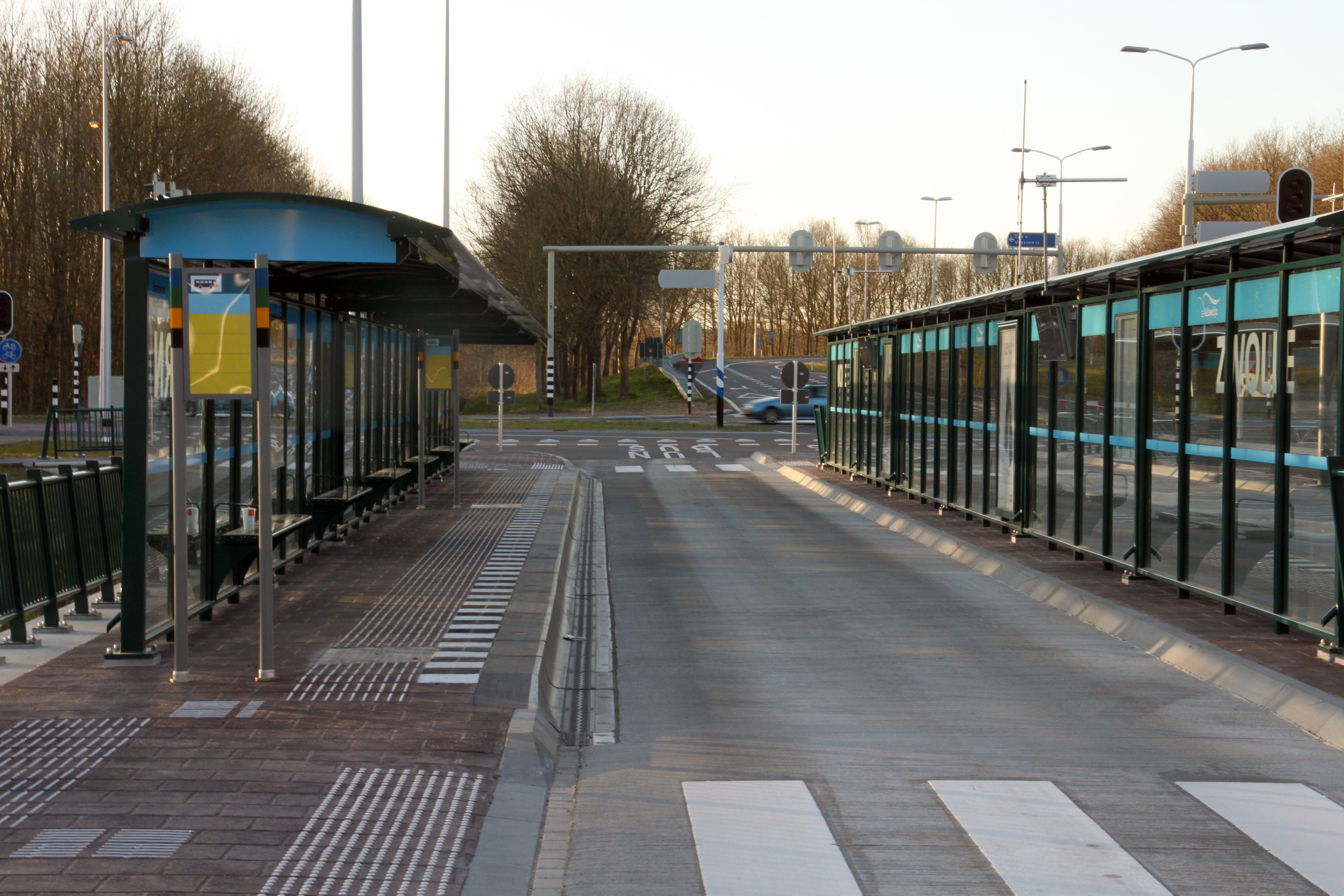
Transferium Horsthoek bij Heerde is een overstappunt tussen fiets, auto en de Veluwelijnen 202 en 203.

Op 3 april 2011 werd vanwege de opstartproblemen een nieuwe dienstregeling ingevoerd. In deze nieuwe dienstregeling verviel de lijn 294a en werd de route opgenomen in lijn 294. Ook kwam er een (nieuwe) scholierenlijn van Epe via Heerde naar Zwolle en terug, dit werd lijn 694. Daarnaast sloten de lijnen 90 en 294 beter op elkaar en hadden een overstap op transferium Horsthoek en sloten de feederlijnen 96 en 97 beter aan op lijn 90.
Ook deze wijzigingen leidden nog niet tot vermindering van de stroom van klachten over vertragingen, gemiste aansluitingen en ontoereikende reisinformatie. De provincie publiceerde in oktober 2011 een nota met mogelijke oplossingen. Eventuele nieuwe wijzigingen konden per april 2012 in de dienstregeling doorgevoerd worden.
Op 25 maart 2012 ging er een wijziging in van de dienstregeling van heel Syntus Gelderland. Hierbij waren er veel wijzigingen betreft de Veluwelijn. Deze waren namelijk het volgende:
- Lijn 97: deze lijn verviel op 25 maart 2012
- Lijn 90: deze lijn werd opgesplitst in twee lijnen: 202 en 203
- Lijn 201: dit was de oude lijn 294s die zonder tussenstop op Transferium Horsthoek, dus net zoals vroeger, direct naar Zwolle reed. Deze lijn verving de huidige lijn 294. Sinds 9 december 2018 stopte lijn 201 niet meer bij Hattem Carpoolplaats A50.
- Lijn 202: deze lijn rijdt van Apeldoorn via Wenum-Wiesel, Vaassen, Emst, Epe, Heerde en Hattem Carpoolplaats A50 naar Zwolle, met 's avonds na 19:00 uur alleen maar ritten tussen Apeldoorn en Heerde Transferium Horsthoek (v.v.).
- Lijn 203: deze lijn rijdt van Apeldoorn via Epe, Heerde, Wapenveld, Hattem naar Zwolle, met in de spits en 's avonds na 19:00 uur alleen maar ritten tussen Zwolle en Heerde Transferium Horsthoek (v.v.).

In de avonduren en het weekend werden de lijnen 202 en 203 gecombineerd tot een lijn, die sinds 9 december 2018 een eigen lijnnummer had (lijn 204).
Met ingang van 11 december 2022 werden er grotere wijzigingen doorgevoerd tussen Apeldoorn en Zwolle. Het aantal lijnen tussen de twee plaatsen werd teruggebracht van vier naar drie lijnen. Daarvan gingen twee lijnen (201 en 210) rijden onder de formule snelRRReis (deze lijnen gingen een groot deel van de route over de snelweg rijden). De andere lijn (304) ging als comfortRRReis rijden, die wel alle plaatsen tussen Apeldoorn en Zwolle ging bedienen.

## Voormalige routes

### Tot december 2010
De routes tot en met 12 december 2010 was:
- Lijn 90: Apeldoorn – Wenum-Wiesel - Vaassen - Emst - Epe - Heerde - Wapenveld - Hattem - Zwolle
- Lijn 95s: Apeldoorn - A50 - Epe - Heerde - Hattem Carpoolplaats A50 - Zwolle
- Lijn 96: Apeldoorn - Wenum - Vaassen
- Lijn 97: Zwolle - Hattem
- Lijn 294s: Apeldoorn - A50 - Hattem Carpoolplaats A50 - Zwolle

### Van december 2010 tot april 2011
De routes van 12 december 2010 tot en met 2 april 2011:
- Lijn 90: Apeldoorn – Wenum-Wiesel - Vaassen - Emst - Epe - Transferium Horsthoek - Heerde - Wapenveld - Hattem - Zwolle
- Lijn 96: Vaassen Bungolawpark - Vaassen Eekterveld
- Lijn 97: Hattem Hogenkamp - Hattem industrieterrein Het Veen
- Lijn 294s: Apeldoorn - A50 - Hattem Carpoolplaats A50 - Zwolle
- Lijn 294a: Apeldoorn - A50 - Transferium Horsthoek - Zwolle
Note: 294a reed vanaf Apeldoorn via het transferium naar Zwolle en v.v. Deze lijn was een proef die tot ten minste eind maart/begin april van 2011 duurde, daarna werd gekeken of voortzetting gewenst was. Dat was zo en daarom werd deze halte ook toegevoegd aan het traject van de 294.

### Van 3 april 2011 t/m 24 maart 2012
De routes van 3 april 2011 t/m 24 maart 2012:
- Lijn 90: Apeldoorn – Wenum-Wiesel - Vaassen - Emst - Epe - Transferium Horsthoek - Heerde - Wapenveld - Hattem - Zwolle
- Lijn 96: Vaassen Bungolawpark - Vaassen Eekterveld
- Lijn 97: Hattem Hogenkamp - Hattem industrieterrein Het Veen
- Lijn 294: Apeldoorn - A50 - Transferium Horsthoek - Hattem Carpoolplaats A50 - Zwolle
- Lijn 694: Epe - Heerde - Zwolle (Scholierenlijn)

### Van 25 maart 2012 t/m 8 december 2018
De routes van 25 maart 2012 t/m 8 december 2018:
- Lijn 201: Apeldoorn - A50 - Hattem Carpoolplaats A50 - Zwolle
- Lijn 202: Apeldoorn - Wenum-Wiesel - Vaassen - Emst - Epe - Transferium Horsthoek - Heerde - Hattem Carpoolplaats A50 - Zwolle
- Lijn 203: Apeldoorn - Epe - Transferium Horsthoek - Heerde - Wapenveld - Hattem - Zwolle

### Van 9 december 2018 t/m 10 december 2022
De routes van 9 december 2018 t/m 10 december 2022:
- Lijn 201: Apeldoorn - A50 - Zwolle
- Lijn 202: Apeldoorn - Wenum-Wiesel - Vaassen - Emst - Epe - Transferium Horsthoek - Heerde - Hattem Carpoolplaats A50 - Zwolle
- Lijn 203: Apeldoorn - Epe - Transferium Horsthoek - Heerde - Wapenveld - Hattem - Zwolle
- Lijn 204: Apeldoorn - Wenum-Wiesel - Vaassen - Emst - Epe - Transferium Horsthoek - Heerde - Wapenveld - Hattem - Zwolle

## Huidige routes
De routes sinds 11 december 2022:
- Lijn 201: Apeldoorn - A50 - Zwolle
- Lijn 210: Apeldoorn - A50 - Epe - Transferium Horsthoek - Heerde - Hattem Carpoolplaats A50 - Zwolle
- Lijn 304: Apeldoorn - Wenum-Wiesel - Vaassen - Emst - Epe - Transferium Horsthoek - Heerde - Wapenveld - Hattem - Zwolle